# Mesoscutellum muchówek

Budowa komara. Mesoscutellum oznaczone liczbą 24

Budowa muchy. Mesoscutellum oznaczone liczbą 6

Mesoscutellum muchówek (l. mn. mesoscutella) – u muchówek stanowi element szkieletu grzbietowej części tułowia. Określane jest jako zatarczka, tarczka lub scutellum.
Tarczka ta leży w tylnej części notum i wchodzi w skład śródplecza. Z przodu oddzielona jest od skutum szwem tarczkowym. Za tarczką leży postscutellum.
Mesoscutellum ma najczęściej kształt półksiężycowaty, nieco wysklepiony. U komarowatych ma kształt poprzecznego płatka półokrągłego kształtu, sterczącego do tyłu ponad zapleczem. U lwinkowatych i Erinnidae mesoscutellum wyposażone jest w dwa lub więcej kolców szczytowych. U Celyphidae mesoscutellum tworzy kopułę przykrywającą skrzydła i odwłok.
Na mesoscutellum znajdować się mogą szczecinki tarczkowe środkowe, na jego bocznych krawędziach szczecinki tarczkowe brzeżne, a w tylnej jego części szczecinki tarczkowe szczytowe.